# Badoere
Badoere è una frazione, sede comunale di Morgano (provincia di Treviso).

## Storia
L'abitato si è sviluppato in tempi recenti attorno alla tenuta dei Badoer nella quale si svolgeva da tempo un importante mercato settimanale. Solo nel Novecento, però, il paese venne riconosciuto ufficialmente come frazione di Morgano ed ebbe autonomia ecclesiastica con l'istituzione della parrocchia di Sant'Antonio di Padova.
Dal 1941 al 1945 Badoere fu interessata dal passaggio della ferrovia Treviso-Ostiglia e dotata di una propria stazione. Oggi la ferrovia è dismessa ed è stata sostituita dalla pista ciclabile Treviso-Ostiglia.

## Monumenti e luoghi d'interesse

### La "Rotonda"

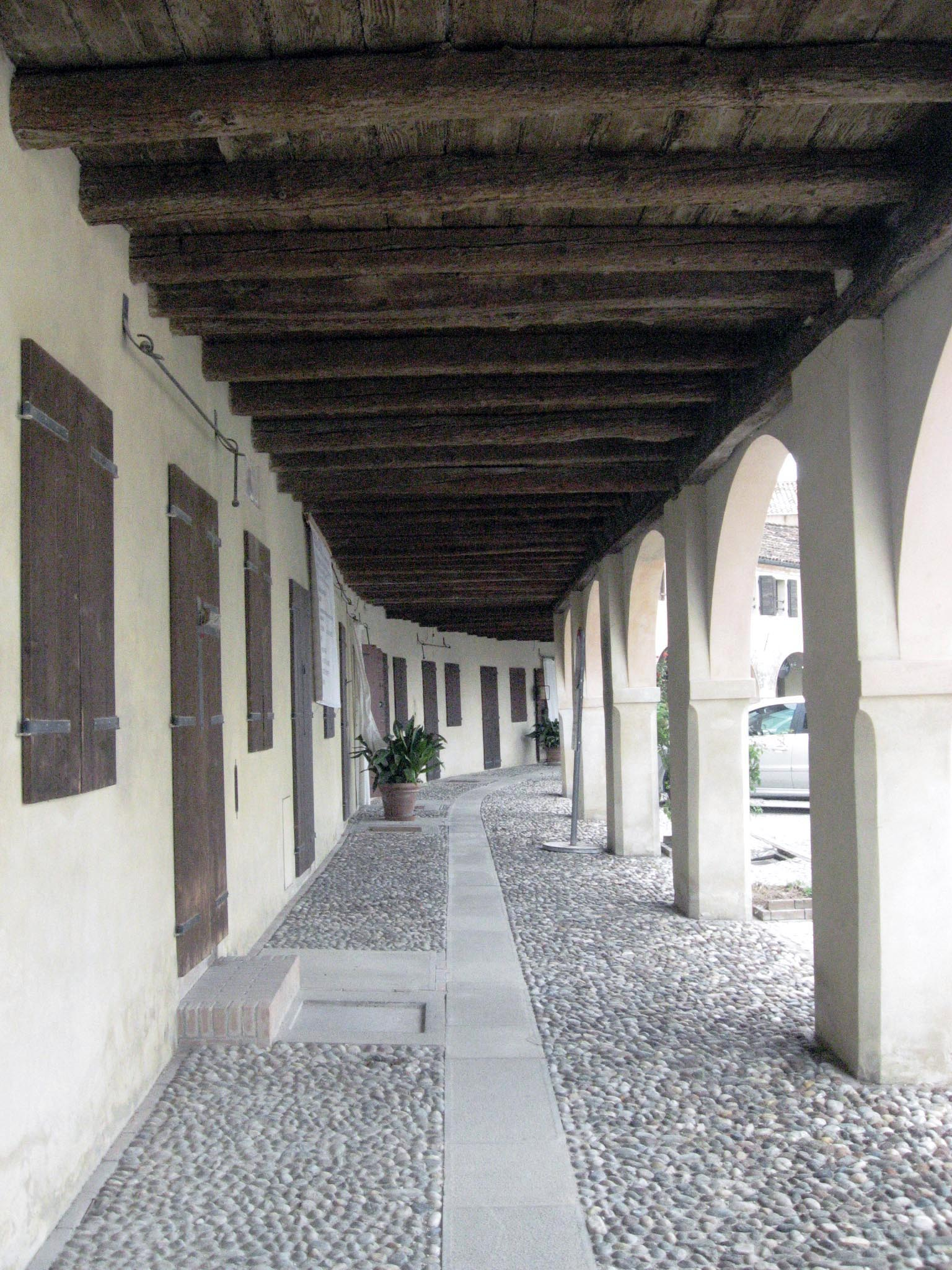
L'ala di levante della barchessa di Villa Badoer

La piazza principale del paese è costituita dalla Rotonda: diversamente da quanto riporta la versione tradizionale, cioè che era parte del vasto complesso di villa Badoer-Marcello (la quale però è andata distrutta nel 1920 durante un tumulto contadino), non si tratta di due grandi barchesse funzionali alla villa, ma di una struttura autonoma settecentesca in cui si svolgeva il mercato delle Badoere: il proprietario, Angelo Badoer, intendeva mettere a disposizione uno spazio (in località Zeruol di Sopra) per il mercato, autorizzato nel 1689. Sotto ciascuna arcata della barchessa di ponente aveva sede la bottega di un artigiano o di un mercante, quella di levante, più spartana, delimitava lo spazio del mercato vero e proprio. Del complesso fa parte anche la chiesetta di Sant'Antonio (1645) ampliata successivamente con la costruzione del campanile settecentesco. Tutt'oggi, la prima domenica di ogni mese (agosto escluso), vi si svolge il noto mercatino dei Trovarobe, che attira appassionati di antiquariato e collezionismo.

### Parrocchiale di Sant'Antonio
La parrocchia di Badoere fu istituita il 16 ottobre 1921, ma i lavori per la costruzione della chiesa cominciarono solo 17 ottobre 1925, con la benedizione della prima pietra da parte del vescovo di Treviso Andrea Giacinto Longhin. Prima di allora la comunità usufruiva dell'oratorio secentesco che si affaccia sulla piazza della Rotonda, anch'esso intitolato a sant'Antonio di Padova. La costruzione subì numerose interruzioni: l'apertura al culto è del 24 ottobre 1937, mentre la consacrazione, officiata dal vescovo Antonio Mantiero, è del 13 ottobre 1945.
Progettista è il capomastro Silvestro Lazzari, con il quale collaborò in seguito l'architetto Achille Vettorazzo. Si tratta di un edificio neogotico con i prospetti in mattoni faccia a vista, in cui si inseriscono elementi in pietra calcarea bianca quali il portale, la polifora al centro della facciata e le monofore ad arco acuto. Gli interni sono organizzati in tre navate, divise tra loro da due sequenze di arcate. Pur trattandosi di un edificio recente, la chiesa conserva due dipinti di un certo pregio: una Madonna con Bambino e santi, attribuita a Gregorio Lazzarini e identificata con quella che il pittore avrebbe realizzato nel 1721 per la famiglia Marcello, e un San Giuseppe con Gesù Bambino, di anonimo settecentesco; le opere sono state restaurate rispettivamente nel 2018 e nel 2015.
L'organo è stato costruito dalla ditta Tamburini nel 1945   ].